# Dirk Dier
Dirk Dier (* 16. Februar 1972 in St. Ingbert) ist ein ehemaliger deutscher Tennisspieler.

## Karriere
In seiner Jugendzeit spielte der Sohn eines Lehrerehepaares ab 1980 beim TC Blieskastel sowie dem TuS Neunkirchen und war mehrfach deutscher Meister. Entdeckt und als Trainer betreut wurde Dier von Günther Bosch, dem vorherigen Förderer Boris Beckers. Dier verließ nach der Erlangung der Mittleren Reife die Schule, um sich ganz dem Tennissport zu widmen. Er bevorzugte das Serve-and-Volley-Spiel sowie schnelle Bodenbeläge.
Er gewann als erster Deutscher in der Open Era einen Grand-Slam-Titel bei den Junioren, als er die Australian Open 1990 mit dem Titelgewinn abschloss. Förderung vom Deutschen Tennis-Bund erhielt Dier zu diesem Zeitpunkt nicht. Er trainierte in einer von Bosch geleiteten Talentgruppe, die von einem japanischen Elektronikunternehmen finanziell unterstützt wurde. Seine höchste Weltranglistenplatzierung in seiner von 1990 bis 2002 währenden Profi-Karriere erreichte Dier im Frühjahr 1996, als der den 118. Platz belegte.

## Bundesliga
Dier spielte für den Bundesligisten Grün-Weiß Mannheim sowie den Zweitligisten Rothenbühl Saarbrücken.

## Trainerkarriere
Heute ist er Leiter einer Tennisschule und war ab 2007 der persönliche Trainer der deutschen Tennisspielerin Anna-Lena Grönefeld sowie Assistenz-Coach des deutschen Fed-Cup-Teams.

## Erfolge
| Legende                                               |
| Grand Slam                                            |
| Tennis Masters Cup                                    |
| ATP Masters Series                                    |
| ATP Championship Series ATP International Series Gold |
| ATP World Series ATP International Series             |
| ATP Challenger Series (11)                            |

### Einzel

#### Turniersiege
| Nr. | Datum           | Turnier     | Belag   | Finalgegner      | Ergebnis        |
| --- | --------------- | ----------- | ------- | ---------------- | --------------- |
| 1.  | 3. Juli 1993    | Sevilla (1) | Sand    | Oliver Fernández | 6:3, 6:3        |
| 2.  | 8. Juli 1995    | Sevilla (2) | Sand    | Tati Rascón      | 7:5, 6:2        |
| 3.  | 15. Juni 1997   | Weiden      | Sand    | Tamer El Sawy    | 7:6, 6:3        |
| 4.  | 8. Februar 1998 | Lippstadt   | Teppich | Marzio Martelli  | 7:6, 4:3 aufgg. |
| 5.  | 17. Mai 1998    | Dresden     | Sand    | Markus Hantschk  | 0:6, 6:1, 6:4   |

### Doppel

#### Turniersiege
| Nr. | Datum            | Turnier   | Belag     | Doppelpartner     | Finalgegner                          | Ergebnis      |
| --- | ---------------- | --------- | --------- | ----------------- | ------------------------------------ | ------------- |
| 1.  | 14. Mai 1995     | Jerusalem | Hartplatz | Christian Saceanu | Lionel Barthez Patrick Baur          | 7:6, 7:6      |
| 2.  | 18. Juni 1995    | Weiden    | Sand      | Lars Koslowski    | Emilio Benfele Álvarez Brent Larkham | 6:3, 6:3      |
| 3.  | 25. Juni 1995    | Eisenach  | Sand      | Lars Koslowski    | Sébastien Leblanc Chris Woodruff     | 3:6, 6:3, 7:6 |
| 4.  | 11. Februar 1996 | Wolfsburg | Teppich   | Arne Thoms        | Jim Pugh Joost Winnink               | 6:4, 6:4      |
| 5.  | 5. Dezember 1999 | Nümbrecht | Teppich   | Jens Knippschild  | Andreas Tattermusch Andreas Weber    | 6:3, 7:5      |
| 6.  | 19. März 2000    | Magdeburg | Teppich   | Karsten Braasch   | Tomas Behrend Michael Kohlmann       | 7:5, 7:66     |